# Farmàcia Ferrer Argelaguet
La Farmàcia Ferrer Argelaguet, abans Robert, és un establiment situat al carrer de Roger de Llúria de Barcelona, catalogat com a de gran interès (categoria E1).

## Història
La farmàcia va ser inaugurada el 31 de març de 1906 per Josep Robert i Soler, d'una família d'indians de Sitges. L'any 1947, va ser traspassada a Maria Ferrer Argelaguet.

## Descripció
Disposa de dues obertures al carrer situades a la dreta del portal de veïns. Els dos portals son idèntics, de fusta de roure ornamentats amb motius florals i vidres retolats a l'àcid, amb el nom del fundador, Robert, en diagonal amb lletra lligada al vidres centrals i la paraula «Farmàcia» als vidres superiors.
A l'interior destaca una pintura trompe l'oeil d'estil pompeià que representa un templet clàssic vist des de sota, amb la que s'aconsegueix l'efecte d'un sostre més alt. La pintura, així com el disseny de la decoració de la botiga, s'atribueix al pintor Josep Vidal i Vidal.
L'interior conserva elements de la decoració modernista original, com el mostrador de finestreta amb vidres muntats sobre níquel, les vitrines de les parets i el mobles. Les vitrines presenten dos nivells de portes amb decoració naturalista. Els armaris culminen amb un relleu que representa la planta medicinal papaver somniferum o cascall. Originàriament estaven pintats de color granat amb els ornaments de color daurat.
L'obertura que separa l'espai de la botiga de la rebotiga emmarcada en fusta presenta en la part superior un vidre dibuixat a l'àcid amb el nom del fundador, l'any d'obertura de l'establiment i la que podria ser la imatge idealitzada del farmacèutic Dr. Robert.